# ТЕЦ Остроленка
ТЕЦ Остроленка — теплоелектроцентраль на північному сході Польщі, за сотню кілометрів від Варшави.
Целюлозно-паперовий комбінат у Остроленці традиційно користувався послугами розташованої поруч ТЕС Остроленка. Туди ж з 1997-го відправляли для спалювання кору, значні обсяги якої виникають у технологічному процесі комбінату. А в 2011-му новий власник підприємства фінська компанія Stora Enso доповнила його власною ТЕЦ, котра наразі покриває 100 % потреб у тепловій та 70 % у електричній енергії.
На станції встановлено розрахований на спалювання біомаси котел з циркулюючим киплячим шаром, котрий постачає одну турбіну з протитиском потужністю 36 МВт. За потреби він також може спалювати вугілля.
Крім того, від содорегенераційного котла (відіграє важливу функцію у технологічному процесі продукування целюлози) живиться парова турбіна потужністю 7 МВт.
Теплова потужність станції становить 250 МВт.
Зв'язок з енергосистемою відбувається по ЛЕП, розрахованій на роботу під напругою 110 кВ.